# Karol Irzykowski

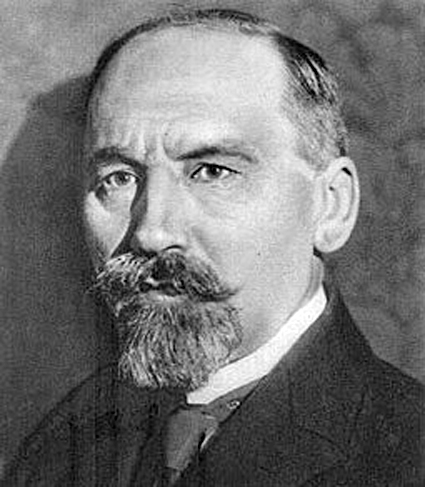
Karol Irzykowski

Karol Irzykowski (* 23. Januar 1873 in Błażkowa bei Jasło; † 2. November 1944 in Żyrardów) war ein polnischer Schriftsteller, Literaturkritiker und Filmtheoretiker.

## Leben
Irzykowski entstammte einer verarmten Landadelsfamilie. In den Jahren 1889 bis 1893 studierte er Germanistik in Lemberg. In den Jahren 1894–1895 arbeitete er zeitweise als Lehrer, doch hinderten ihn Aussprachefehler an weiterer didaktischer Arbeit. Seit 1895 wohnte er in Lemberg und arbeitete als Parlaments- und Gerichtsstenograph. 1908 siedelte er um nach Krakau, wo er als Stenograph und Korrespondent im amtlichen Korrespondenzbüro arbeitete. Nach dem Ersten Weltkrieg zog er nach Warschau, wo er das stenographische Büro des Sejm leitete.
Irzykowski war Mitarbeiter des Skamander, der Wiadomości Literackie und in den Jahren 1921–1933 des Robotnik, des Organs der Polnischen Sozialistischen Partei. Er erhob seine Stimme in vielen Diskussionen zur Literatur. Er führte eine Theaterrubrik im Polnischen Radio und im Rocznik Literacki, war daneben Mitglied in der polnischen Literaturakademie. In der Zeit der deutschen Besatzung gab er zum Lebensunterhalt Stenographieunterricht und beteiligte sich am kulturellen Leben im Untergrund. Er starb nach der Befreiung in Żyrardów.

## Werke
- Pałuba – Roman (1903)
- Sny Marii Dunin [Die Träume der Maria Dunin] – Erzählungen  (1903)
- Dziesiąta Muza [Die zehnte Muse] – Filmtheoretisches Werk (1924)
- Walka o treść [Kampf um Inhalt] – Polemik mit Stanisław Ignacy Witkiewicz (1929)
- Beniaminek – gegen Tadeusz Boy-Żeleński gerichtetes Pamphlet (1933)
- Słoń wśród porcelany [Der Elefant im Porzellanladen] – Skizzen (1934)